# اشلند (اکلاهما)
اشلند(به انگلیسی: Ashland) شهری در ایالت اکلاهما کشور ایالات متحده آمریکا است که جمعیت آن در سرشماری سال ۲۰۱۰ میلادی، ۶۶ نفر بوده‌است.